# Goldene Himbeere 2007
Die Goldene Himbeere 2007 (engl.: 27th Golden Raspberry Awards) wurde am 24. Februar 2007, dem Vorabend der Oscarverleihung, im Ivar Theatre in Hollywood, Kalifornien verliehen.

## Preisträger und Nominierte
Es folgt die komplette Liste der Preisträger und Nominierten.
| Kategorien                                           | Preisträger und Nominierte |
| ---------------------------------------------------- | --- |
| Schlechtester Film                                   | Mario Kassar, Joel B. Michaels und Andrew G. Vajna – Basic Instinct – Neues Spiel für Catherine Tramell (Basic Instinct 2)                                                                    |
| Schlechtester Film                                   | Rick Alvarez, Lee Mayes, Marlon Wayans und Shawn Wayans – Little Man |
| Schlechtester Film                                   | Uwe Boll, Daniel Clarke und Wolfgang Herrold – BloodRayne |
| Schlechtester Film                                   | Nicolas Cage, Randall Emmett, Norm Golightly, Avi Lerner und Joanne Sellar – The Wicker Man                                                                                                   |
| Schlechtester Film                                   | Sam Mercer, Jose L. Rodriguez und M. Night Shyamalan – Das Mädchen aus dem Wasser (Lady in the Water)                                                                                         |
| Schlechtester Schauspieler                           | Marlon Wayans und Shawn Wayans – Little Man |
| Schlechtester Schauspieler                           | Tim Allen – Santa Clause 3 – Eine frostige Bescherung (The Santa Clause 3: The Escape Clause), Shaggy Dog – Hör mal, wer da bellt (The Shaggy Dog) und Zoom – Akademie für Superhelden (Zoom) |
| Schlechtester Schauspieler                           | Nicolas Cage – The Wicker Man |
| Schlechtester Schauspieler                           | Larry the Cable Guy – Der Gesundheitsinspektor (Larry the Cable Guy: Health Inspector) |
| Schlechtester Schauspieler                           | Rob Schneider – Die Bankdrücker (The Benchwarmers) und Little Man |
| Schlechteste Schauspielerin                          | Sharon Stone – Basic Instinct – Neues Spiel für Catherine Tramell (Basic Instinct 2) |
| Schlechteste Schauspielerin                          | Hilary Duff und Haylie Duff – Material Girls |
| Schlechteste Schauspielerin                          | Lindsay Lohan – Zum Glück geküsst (Just My Luck) |
| Schlechteste Schauspielerin                          | Kristanna Loken – BloodRayne |
| Schlechteste Schauspielerin                          | Jessica Simpson – Employee of the Month |
| Schlechtester Nebendarsteller                        | M. Night Shyamalan – Das Mädchen aus dem Wasser (Lady in the Water) |
| Schlechtester Nebendarsteller                        | Danny DeVito – Blendende Weihnachten (Deck the Halls) |
| Schlechtester Nebendarsteller                        | Ben Kingsley – BloodRayne |
| Schlechtester Nebendarsteller                        | Martin Short – Santa Clause 3 – Eine frostige Bescherung (The Santa Clause 3: The Escape Clause)                                                                                              |
| Schlechtester Nebendarsteller                        | David Thewlis – Basic Instinct – Neues Spiel für Catherine Tramell (Basic Instinct 2) und Das Omen (The Omen)                                                                                 |
| Schlechteste Nebendarstellerin                       | Carmen Electra – Date Movie und Scary Movie 4 |
| Schlechteste Nebendarstellerin                       | Kate Bosworth – Superman Returns |
| Schlechteste Nebendarstellerin                       | Kristin Chenoweth – Blendende Weihnachten (Deck the Halls), Der rosarote Panther (The Pink Panther) und Die Chaoscamper (RV)                                                                  |
| Schlechteste Nebendarstellerin                       | Jenny McCarthy – Rache ist sexy (John Tucker Must Die) |
| Schlechteste Nebendarstellerin                       | Michelle Rodriguez – BloodRayne |
| Schlechteste Filmpaarung                             | Shawn Wayans und Kerry Washington oder Marlon Wayans – Little Man |
| Schlechteste Filmpaarung                             | Tim Allen und Martin Short – Santa Clause 3 – Eine frostige Bescherung (The Santa Clause 3: The Escape Clause)                                                                                |
| Schlechteste Filmpaarung                             | Nicolas Cage und sein Bärenanzug – The Wicker Man |
| Schlechteste Filmpaarung                             | Hilary Duff und Haylie Duff – Material Girls |
| Schlechteste Filmpaarung                             | Sharon Stones schiefe Brüste – Basic Instinct – Neues Spiel für Catherine Tramell (Basic Instinct 2)                                                                                          |
| Schlechteste Neuverfilmung oder billigster Abklatsch | Rick Alvarez, Lee Mayes, Marlon Wayans und Shawn Wayans – Little Man |
| Schlechteste Neuverfilmung oder billigster Abklatsch | Tim Allen und David Hoberman – Shaggy Dog – Hör mal, wer da bellt (The Shaggy Dog) |
| Schlechteste Neuverfilmung oder billigster Abklatsch | Nicolas Cage, Randall Emmett, Norm Gollightly, Avi Lerner und Joanne Sellar – The Wicker Man                                                                                                  |
| Schlechteste Neuverfilmung oder billigster Abklatsch | Akiva Goldsman – Poseidon |
| Schlechteste Neuverfilmung oder billigster Abklatsch | Robert Simonds – Der rosarote Panther (The Pink Panther) |
| Schlechtestes Prequel oder Fortsetzung               | Mario Kassar, Joel B. Michaelis und Andrew G. Vajna – Basic Instinct – Neues Spiel für Catherine Tramell (Basic Instinct 2)                                                                   |
| Schlechtestes Prequel oder Fortsetzung               | Tim Allen, Brian Reilly und Jeffrey Silver – Santa Clause 3 – Eine frostige Bescherung (The Santa Clause 3: The Escape Clause)                                                                |
| Schlechtestes Prequel oder Fortsetzung               | Michael Bay, Mike Fleiss, Andrew Form, Brad Fuller, Kim Henkel und Tobe Hooper – Texas Chainsaw Massacre: The Beginning (The Texas Chainsaw Massacre: The Beginning)                          |
| Schlechtestes Prequel oder Fortsetzung               | John Davis, Michele Imperato und Brian Manis – Garfield 2 (Garfield: A Tail of Two Kitties)                                                                                                   |
| Schlechtestes Prequel oder Fortsetzung               | David T. Friendly und Michael Green – Big Mama’s Haus 2 (Big Momma's House 2) |
| Schlechteste Regie                                   | M. Night Shyamalan – Das Mädchen aus dem Wasser (Lady in the Water) |
| Schlechteste Regie                                   | Uwe Boll – BloodRayne |
| Schlechteste Regie                                   | Michael Caton-Jones – Basic Instinct – Neues Spiel für Catherine Tramell (Basic Instinct 2)                                                                                                   |
| Schlechteste Regie                                   | Ron Howard – The Da Vinci Code – Sakrileg (The Da Vinci Code) |
| Schlechteste Regie                                   | Keenen Ivory Wayans – Little Man |
| Schlechtestes Drehbuch                               | Leora Barish und Henry Bean – Basic Instinct – Neues Spiel für Catherine Tramell (Basic Instinct 2)                                                                                           |
| Schlechtestes Drehbuch                               | Neil LaBute – The Wicker Man |
| Schlechtestes Drehbuch                               | M. Night Shyamalan – Das Mädchen aus dem Wasser (Lady in the Water) |
| Schlechtestes Drehbuch                               | Guinevere Turner – BloodRayne |
| Schlechtestes Drehbuch                               | Keenen Ivory Wayans, Marlon Wayans und Shawn Wayans – Little Man |
| Schlechteste Entschuldigung für Familienunterhaltung | Die Chaoscamper (RV) |
| Schlechteste Entschuldigung für Familienunterhaltung | Blendende Weihnachten (Deck the Halls) |
| Schlechteste Entschuldigung für Familienunterhaltung | Garfield 2 (Garfield: A Tail of Two Kitties) |
| Schlechteste Entschuldigung für Familienunterhaltung | Santa Clause 3 – Eine frostige Bescherung (Santa Clause 3: The Escape Clause) |
| Schlechteste Entschuldigung für Familienunterhaltung | Shaggy Dog – Hör mal, wer da bellt (The Shaggy Dog) |